# Погоник
Погоник (словен. Pogonik) — поселення в общині Літія, Осреднєсловенський регіон, Словенія. Висота над рівнем моря: 268,6 м.